# 全日本遊技事業協同組合連合会
全日本遊技事業協同組合連合会（ぜんにほんゆうぎじぎょうきょうどうくみあいれんごうかい）とは、中小企業等協同組合法により内閣総理大臣（国家公安委員会・警察庁管轄）の認可をうけた、全国のパチンコホール組合の協同組合連合会である。略称は全日遊連。

## 概要
- 設立：1992年1月16日
- 所在：東京都新宿区市ヶ谷左内町8番地 遊技会館1階
- 理事長：阿部恭久

## 阿部恭久
全日本遊技事業協同組合連合会理事長。2025年7月20日投開票の第27回参議院議員通常選挙比例区に自由民主党から立候補し、88,368票を獲得したが、名簿内当選者12人に対し得票数20位で落選。